# Katuaq

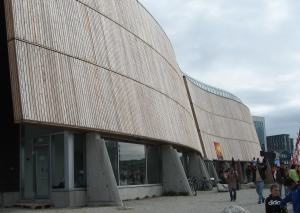
Katuaq – Grönlands kulturhus.

Katuaq, med tillnamnet Kulturip Illorsua ("Kulturens stora hus"), är Grönlands kulturhus, beläget i centrala Nuuk, och invigt 1997.

## Byggnaden
Hela 225 arkitektkontor över hela Norden deltog i arkitekttävlingen, som vanns av Schmidt Hammer Lassen från Århus. Den böljande formen ska ge associationer till norrsken och ljusets spel i is och snö. Byggnaden har vunnit Nykredits Arkitekturpris (1998), Statens Kunstfonds Pris (1998) och Eckersbergmedaljen (1999). Den uppfördes 1994-1997, och kostade cirka 90 miljoner DKK. 
Byggnaden är på 4000 m2 och har en stor konsertsal för 500 personer (Hans Lynge Salen), som även fungerar som biograf, teatersal och konferenslokal. Det finns även mindre sal (Lillesalen) som rymmer cirka hundra personer, och ett antal ”vänskapslokaler” för mindre grupper. Vänskapslokalerna kallas så eftersom vänorter (bland annat Huddinge kommun och Vanda) har skänkt möbler och konferensutrustning till rummen. I foajén ligger Katuaqs café, Cafétuaq.

## Aktiviteter
Katuaq är Nuuks och hela Grönlands kulturhus, och ska "stimulere og udvikle kulturlivet i Grønland under udøvelsen af et alsidigt, frit og uafhængigt kunstnerisk skøn i samarbejde med institutioner, organisationer, personer og selskaber. Fonden skal medvirke til at udbrede kendskabet til nordisk kunst- og kulturliv i Grønland og til grønlandsk kunst- og kulturliv i Norden".
Katuaq arrangerar kulturarrangemang med kulturutövare från hela världen, men fokus ligger på Danmark, övriga Norden och det arktiska Nordamerika. Biografen ger överskott som används för att finansiera "levande kultur".  På grund av de stora avstånden kostar det mycket att exempelvis ta in en teatergrupp från Danmark, och biljettintäkterna förmår inte täcka utgifterna. 
I Katuaq finns cirka 1000 m2 utställningsyta, TV-studio, konstskola och bibliotek. Vidare rymmer byggnaden Nordens institut och Nuuks stadsorkester. 
Katuaqs tioårsjubileum 2007 firades med kaffemik. 